# Широка
Широка (алб. Shiroka) је село западно од Скадра  , Албанија. Налази се испод планине Тарабош, на обали Скадарског језера.

## Назив
Назив је словенски, од придјева широк, широка, широко, могуће због ширине погледа који се одатле пружа на Скадарско језеро. 

## Историја
Иван Јастребов је пишући о области Доњи Дукађин (Доњи Пилот) записао и да се племе Шаљани у Доњи Дукађин доселило из села Широка. Предање потврђује и то што породица бајрактара носи надимак Лади, а са истим надимком постоји и у доба Јастребова, породица у Широки - Владан (словенско име). Племе Шаља је настало од четворице браће који су се првобитно ту населили. Племе је и састављено од четири братства. 